# Detlef Urhahne
Detlef Urhahne (* 1966) ist ein deutscher Psychologe.

## Leben
Er erwarb 1994 das Diplom in Betriebswirtschaftslehre an der Universität Bielefeld und 1998 das Diplom in Psychologie in Bielefeld. Von 1998 bis 2001 war er wissenschaftlicher Mitarbeiter am Leibniz-Institut für die Pädagogik der Naturwissenschaften (IPN) an der Universität Kiel. Nach der Promotion 2001 in Psychologie in Kiel war er von 2002 bis 2007 wissenschaftlicher Assistent am Institut für die Didaktik der Biologie an der LMU München. Nach der Habilitation 2008 in Pädagogischer Psychologie und Empirischer Pädagogik in München vertrat er von 2008 bis 2010 die Professur des Internationalen Masterstudiengangs Psychology of Excellence in Business and Education an der Ludwig-Maximilians-Universität München. Von 2011 bis 2013 vertrat er die Professur für Pädagogische Psychologie an der Martin-Luther-Universität Halle-Wittenberg. Seit April 2013 ist er Professor für Pädagogische Psychologie an der Universität Passau.

## Schriften (Auswahl)
- Motivation und Verstehen. Studien zum computergestützten Lernen in den Naturwissenschaften. Münster 2002, ISBN 3-8309-1177-7.
- als Herausgeber mit Markus Dresel und Frank Fischer: Psychologie für den Lehrberuf. Berlin 2019, ISBN 3-662-55753-3.